# متباخ
متباخ (به آلمانی: Metebach) یک منطقهٔ مسکونی در آلمان است که در هورزل (تورینگن) واقع شده‌است. متباخ ۱۸۵ نفر جمعیت دارد.